# Giao Phúc
Giao Phúc là một xã ven biển thuộc tỉnh Ninh Bình, Việt Nam.

## Địa lý
Trụ sở xã nằm cách phường Hoa Lư - trung tâm tỉnh lỵ Ninh Bình 58 km về phía Đông, có vị trí địa lý:
- Phía bắc giáp xã Giao Thủy.
- Phía đông bắc giáp xã Giao Hòa.
- Phía tây giáp xã Giao Hưng.
- Phía nam giáp biển Đông.

Xã Giao Phúc	có diện tích:	19,47	km², 	dân số:	29.758	người, mật độ dân số: 	1528	người/km². 	
Đây là đơn vị có diện tích xếp thứ:	112	, số dân xếp thứ: 	73	và mật độ dân số xếp thứ: 	26	trong số 129 xã, phường ở Ninh Bình.  
Đây là 1 trong 14 xã tiếp giáp trực tiếp với biển của tỉnh Ninh Bình.

## Lịch sử
Theo Nghị quyết số 1674/NQ-UBTVQH15 ngày 16/6/2025 về sắp xếp các đơn vị hành chính cấp xã của tỉnh Ninh Bình năm 2025, Theo đó, sắp xếp toàn bộ diện tích tự nhiên, quy mô dân số của các xã Giao Xuân, Giao Hà và Giao Hải thành xã mới có tên gọi là xã Giao Phúc.	